# Puna Pau

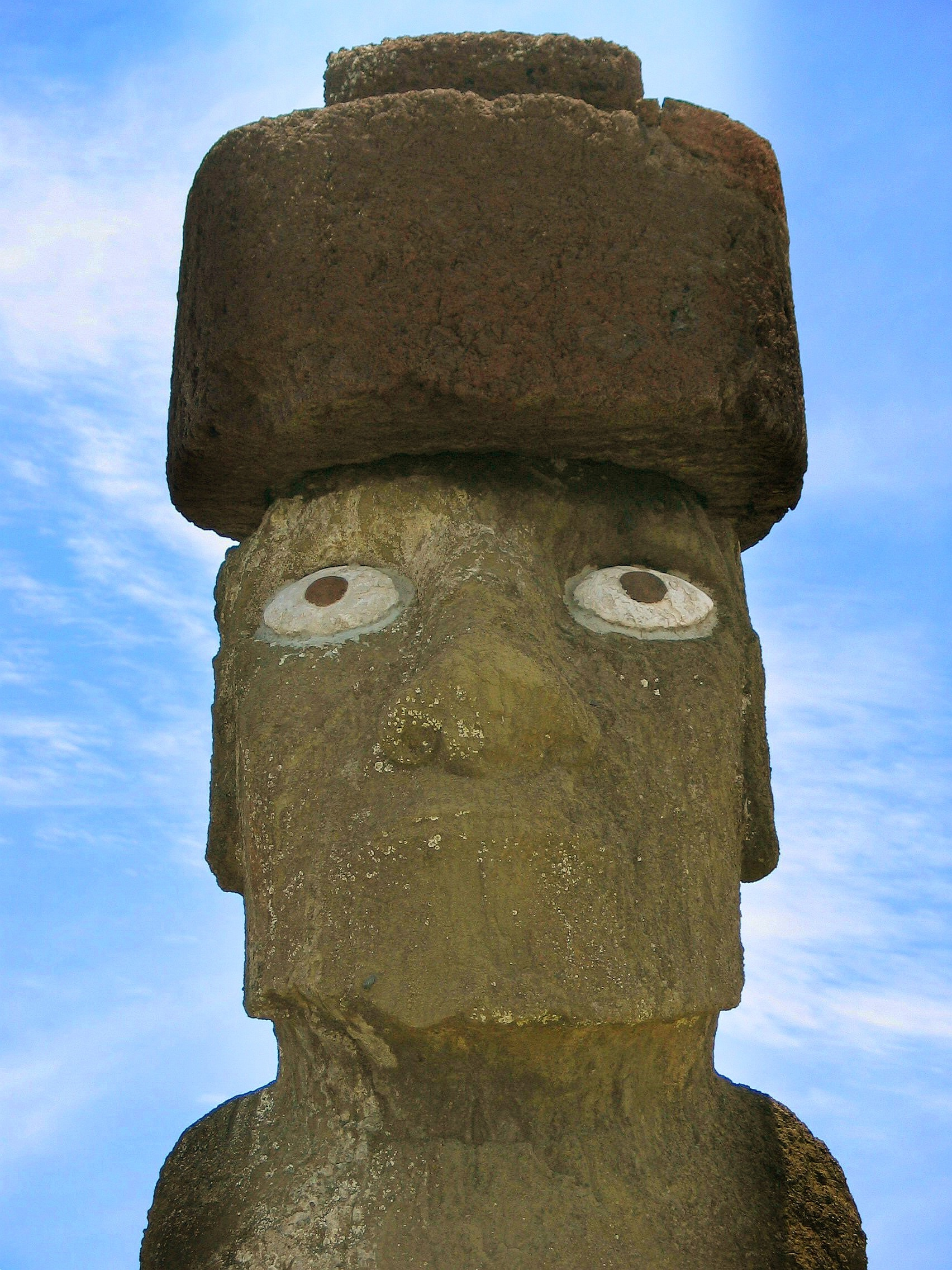
Una scoria di pukao rosso sulla testa di un moai ad Ahu Tahai, realizzato utilizzando la roccia di Puna Pau

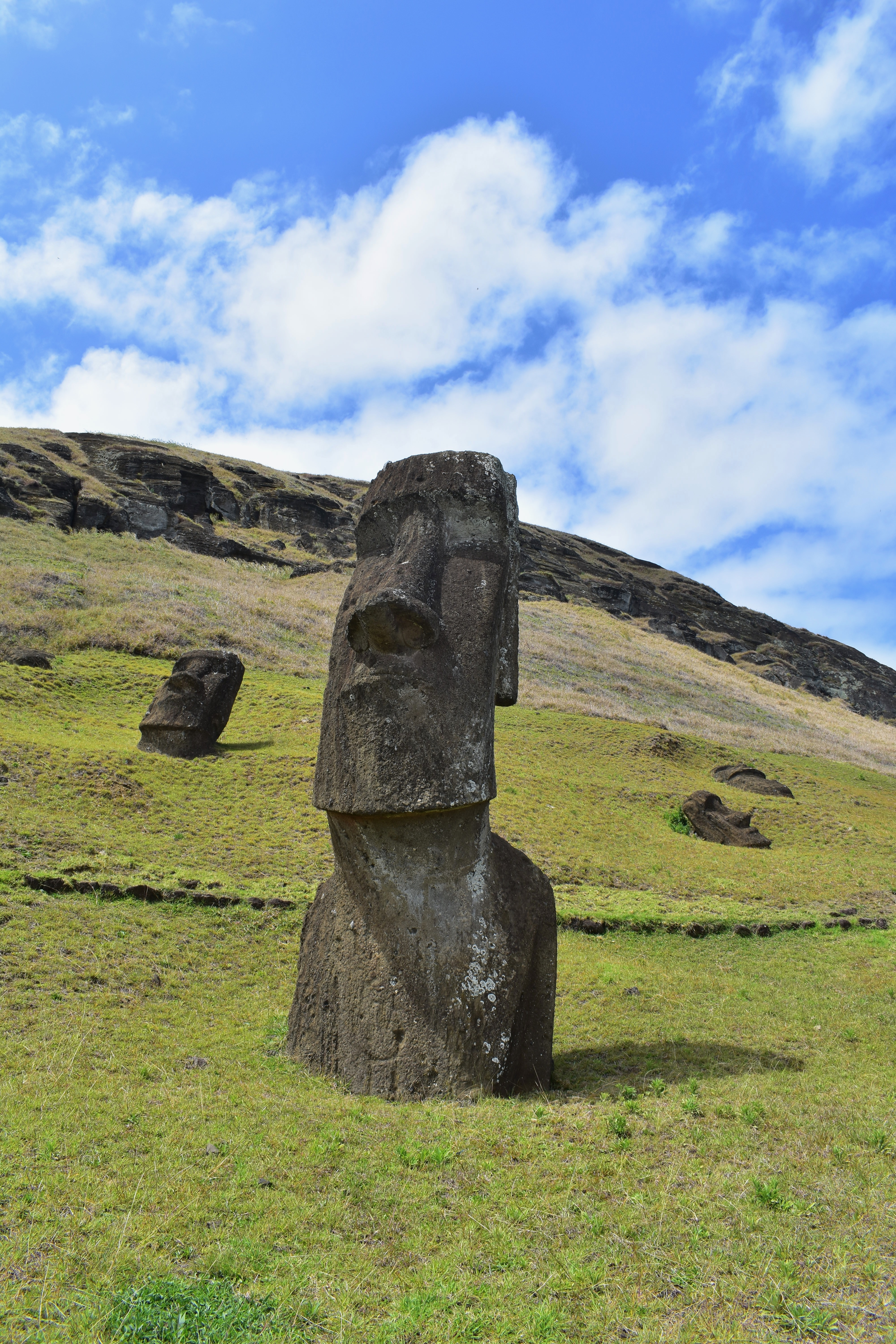
una moai vicino al cono vulcanico di Rano Raraku

Maunga Puna Pau è un piccolo cratere o cono di cenere e una cava preistorica alla periferia di Hanga Roa, nel sud-ovest dell'Isola di Pasqua (un'isola cilena nell'Oceano Pacifico). Puna Pau dà il nome a una delle sette regioni del Parco nazionale di Rapa Nui. Puna Pau era l'unica fonte della scoria rossa che i Rapanui preistorici usavano per scolpire i pukao (nodini) che mettevano sulle teste di alcune delle loro iconiche statue moai. La pietra di Puna Pau è stata utilizzata anche per i blocchi della facciata di ahu e per un moai non standard trovato di fronte a uno degli ahu a Vinapu. Non è stato utilizzato per modellare il moai accovacciato Tukuturi a Rano Raraku, che è di tufo di Rano Raraku. 

Gli scavi archeologici sono stati effettuati a Pun Maunga.
La foto mostrata qui è del moai ricostruito su Ahu Kote Riku, parte del complesso cerimoniale Tahai, non Ahu Tahai, e il ciuffo non è l'originale della scoria rossa di Puna Pau, che ora si trova nel cimitero di Hanga Roa, ma una sostituzione realizzata con scorie rosse provenienti da un'altra posizione Pau tra il 2009 e il 2013 da membri del team del progetto "Rapa Nui Landscapes of Construction" del Regno Unito.